# الملكة أمينة
الملكة امينة حفيدة الملك زازو نوهير محاربة من قبائل هوسا في بلاد «زازو»، أو زاريا. عاشت مئتي عام قبل تأسيس اتحاد المقاطعات الذي حكمته نيجيريا في خلال الانتداب البريطاني.
وحكمت امينة بلادها طوال اربع وثلاثين سنة في الحقبة الحيوية التي شهدت الانتقال بين القرنين السادس عشر والسابع عشر، متحولة الملكة الرابعة والعشرين في سلالتها الملكية. وهي حفيدة الملك زازو نوهير. وكانت الشقيقة الكبرى بين ثلاثة اولاد. ورث والدها العرش عندما كانت في السادسة عشرة من عمرها، فانصرفت إلى تعلم الشؤون القتالية فأبدعت ونافست الرجال مهارة في امتطاء حصانها والمحاربة بالسيف.

## حياتها
ولدت عام 1533، وكانت الشقيقة الكبرى بين ثلاثة اولاد. ورث والدها العرش عندما كانت في السادسة عشرة من عمرها، فانصرفت إلى تعلم الشؤون القتالية فأبدعت ونافست الرجال مهارة في امتطاء حصانها والمحاربة بالسيف.
وعندما توفي والدها، ورث شقيقها الأصغر الذكر العرش، كما درجت العادة. ولم يكد يحكم عشرة اعوام حتى توفي وورثته امينة مباشرة. فلم تنتظر أكثر من ثلاثة أشهر على تتويجها ملكة حتى بدأت سلسلة من العمليات العسكرية التوسعية التي تواصلت ثلاثين عاماً، وهي فترة حكمها، خصوصاً ان صعودها إلى العرش تزامن مع تمحور اقتصاد بلادها حول طرق ثلاثة حيوية في شمال افريقيا، تربط بين مناطق الصحراء واسواق الغابات الجنوبية وغرب السودان.

## حياتها الحربية
استغلت الملكة امينة بدء الضعف الذي عانى منه شعب «سونغاي» الذي يحكم الأراضي المجاورة لبلدها لتتجرأ وتهجم على المناطق القريبة التي كان سيطر عليها في القرنين الخامس عشر والسادس عشر، وذلك بهدف توسيع اراضيها وبالتالي انفتاح اسواقها التجارية.
وغزت امينة كل المدن الممتدة من الشمال إلى الجنوب، محكمة سيطرتها على الطرق التي تربط غرب السودان بمصر في الشرق ومالي في الشمال. فكانت تغني بلادها بالعبيد والسبايا التي تغنمها من حملاتها الناجحة. وتميزت تلك الحقبة ايضاً بإدخال امينة مفهوم الدروع المعدنية على اسلحة جنودها، خصوصاً ان شعبها كان معروفاً بمهارته في صقل المعادن، على عكس الشعوب المحيطة التي كان يستند اقتصادها إلى الزراعة. كما اتبعت تكتيكاً فريداً واستراتيجية حربية خاصة بها قضت ببناء الأسوار العالية حول المخيمات العسكرية كي تحميها من أي هجوم مفاجئ.
وبقي البعض من هذه الأسوار صامداً حتى اليوم، على رغم مرور مئات الأعوام عليه، وابرزها سور طوله 15 كيلومتراً، لا يزال موجوداً حول مدينة زاريا، وهو يعرف باسم «سور امينة»، على غرار كل الأسوار المشابهة التي تحمل اسمها. واستمرت امينة تقوم بالغزو تلو الآخر، منفذة التقليد الشعبي الذي كان يقضي ان تتزوج ليلة واحدة رجلاً من اقوى الرجال الذين تسبيهم في خلال غزواتها، على ان تخصيه في صباح اليوم التالي. فجعلت الازدهار يعم بلادها من أقصى الجنوب إلى الشمال. ولم يردعها عمرها عن الاستمرار في حملاتها العسكرية، لا بل ماتت امينة على صهوة جوادها في خلال حملة عسكرية في اطراف نيجيريا.